# Scaptia pictipennis
Scaptia pictipennis är en tvåvingeart som beskrevs av M. Josephine Mackerras 1960. Scaptia pictipennis ingår i släktet Scaptia och familjen bromsar. Inga underarter finns listade i Catalogue of Life.